# Derrick (macchinario)
Il derrick o gru derrick è un dispositivo per il sollevamento e la movimentazione di carichi che nella sua forma più elementare è composto da un braccio rigido infulcrato alla base (randa o boma) e provvisto di un sistema di funi e carrucole alla sua sommità. Il braccio può essere orientato in qualunque direzione per mezzo di cavi o stralli. Nelle costruzioni più moderne è dotato di almeno una seconda trave fissa (torre o falcone) che sorregge il boma.
La caratteristica principale che distingue i derrick da altri tipi di gru è di non essere sottoposti a sollecitazioni flessionali, ma soltanto di compressione, il che li rende idonei ad applicazioni eccezionalmente gravose. I derrick sono infatti particolarmente utilizzati nell'industria mineraria e nei trasporti marittimi grazie alla loro straordinaria potenza di sollevamento, molto meno nel settore edile dove sovente gli vengono preferiti sistemi più agili e versatili, come le gru telescopiche o a torre.
Come tutte le gru i derrick possono essere fissi o semoventi, ma se nel primo caso il movimento rotazionale è limitato (se non nullo), i derrick installati su veicoli dispongono per lo più di movimento azimutale a 360°. Alcuni natanti sono esclusivamente dedicati all'installazione di questi grandi organi di sollevamento e sono definiti derrick galleggianti o bighe galleggianti.
Il nome di questo dispositivo deriva dalla sua presunta somiglianza con un tipo di forca utilizzata in epoca elisabettiana dal boia inglese Thomas Derrick. L'organo di sollevamento non va confuso con l'omonima torre di estrazione petrolifera a traliccio, con cui oltre al nome condivide anche l'etimologia. Nella nomenclatura giuridica il derrick può essere definito falcone brandeggiante, ma non va confuso con il falcone fisso (che è una struttura a traliccio non articolata).

## Tipi di derrick

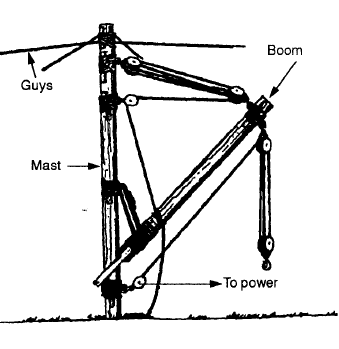
Gli elementi principali del guy derrick: torre (mast), boma (boom) e venti (guys)

Esistono vari tipi di derrick definiti in base a come vengono installati la torre e la randa. Alcuni manuali e dizionari tecnici in lingua italiana utilizzano definizioni specifiche per ogni realizzazione che tuttavia sono comunemente poco utilizzate, anche perché diverse di queste sono arcaiche e desuete.

### Gin pole (falcone semplice)
Il gin pole (noto anche come standing derrick) è il tipo più rudimentale di derrick. Si tratta di un palo incernierato a terra (o semplicemente posto in una buca che ne impedisca la traslazione) e supportato in cima da quattro corde o cavi governati al suolo da quattro persone poste ai punti cardinali che in questo modo ne orientano posizione e inclinazione. Sulla sommità del palo è altresì montata una carrucola, governata da un quinto uomo che permette il sollevamento del carico. Il Gin pole è uno strumento a forza umana ed era utilizzato in marina e nelle costruzioni prima dello sviluppo dei sistemi motori. Oggi è per lo più inutilizzato se non per le applicazioni leggere o saltuarie.
Secondo la definizione corrente il gin pole può anche essere fisso e non orientabile; questo tipo di strumento, che può solo sollevare il carico a punto fisso viene generalmente utilizzato per assemblare altri montanti o colonne ai quali viene fissato man mano che si sviluppano in altezza.
Il termine gin pole deriva da gyn, un sistema ancora più arcaico utilizzato sui velieri e composto da tre pali incrociati, fissati tra loro alle sommità dalle quali pende la corda di sollevamento.

### Guy derrick (derrick controventato)
Il guy derrick (noto anche come boom derrick) è la naturale evoluzione del gin pole. Ha infatti un funzionamento molto simile, ma il braccio mobile che sorregge il carico (la randa o boma) è sostenuto da una seconda trave ancorata al suolo o alla base da funi fisse di sostegno (i venti). Il guy derrick governa il sollevamento del carichi attraverso due distinte serie di carrucole indipendenti: la prima collega la cima del boma al carico e può movimentarlo solo verticalmente; la seconda, che collega le sommità dei due bracci, impartisce simultaneamente al carico un movimento sia verticale sia orizzontale. Il braccio mobile è generalmente incernierato alla base della torre in modo tale che possa ruotare insieme a essa. Il movimento radiale è tuttavia spesso limitato dalla presenza del venti che sono generalmente posti sul lato opposto a quello di sollevamento.
Molto più moderno e razionale rispetto al gin pole, il guy derrick è oggi un sistema molto più utilizzato anche per applicazioni professionali e industriali, nelle quali le funi di sollevamento sono azionate da verricelli elettrici o oleodinamici. Grazie alla sua relativa compattezza il guy è anche il più utilizzato fra i derrick per le installazioni semoventi (autogrù o crawler cingolati). Fissando i venti, la torre e il braccio mobile (che è incernierato alla torre) su un'unica base rotante su una ralla è infatti possibile consentire alla gru un movimento rotazionale completo di 360°.

### A-frame
Il derrick A-frame è un sistema sostanzialmente analogo al guy derrick, ma la torre è costituita da travi con le estremità inferiori distanziate l'una dall'altra e quelle superiori unite tra loro, come i due lati uguali di un triangolo isoscele; una o più traverse orizzontali collegano le travi dando alla torre una forma simile alla lettera "A". Essendo molto più stabile di una semplice torre, un A-frame necessita di un numero molto interiore di venti e solo nel lato posteriore rispetto a quello di carico. Per contro il braccio mobile può avere un movimento radiale molto limitato perché questo sposterebbe il baricentro dalla base della A.

### Basket derrick
Un basket derrick è utilizzato come organo di sollevamento ausiliario in cima a strutture in costruzione, per aggiungervi nuovi componenti o per issarvi sopra dei carichi. Esso sfrutta infatti strutture reticolari prismatiche (come travi in costruzione) in luogo della torre. i vertici superiori del prisma vengono congiunti con corde o funi e il loro punto d'incontro funge da base per il boma. Alla forma assunta dalla delle funi su cui grava il carico è dovuto in nome del dispositivo. L'orientamento del boma viene comandato manualmente da corde o carrucole e come per tutti i derick il carico viene sollevato tramite un argano posto in cima al boma.
Il basket derrick è un sistema semplice, molto usato in edilizia per manovrare velocemente piccoli carichi e destinato a essere smontato e rimontato rapidamente man mano che le strutture in costruzione crescono in altezza.

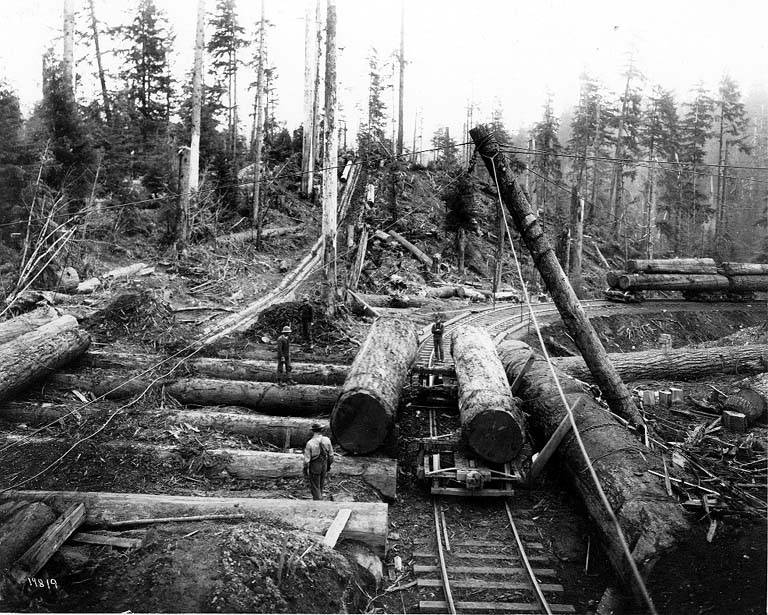
Utilizzo del gin pole nella selvicoltura del 1700
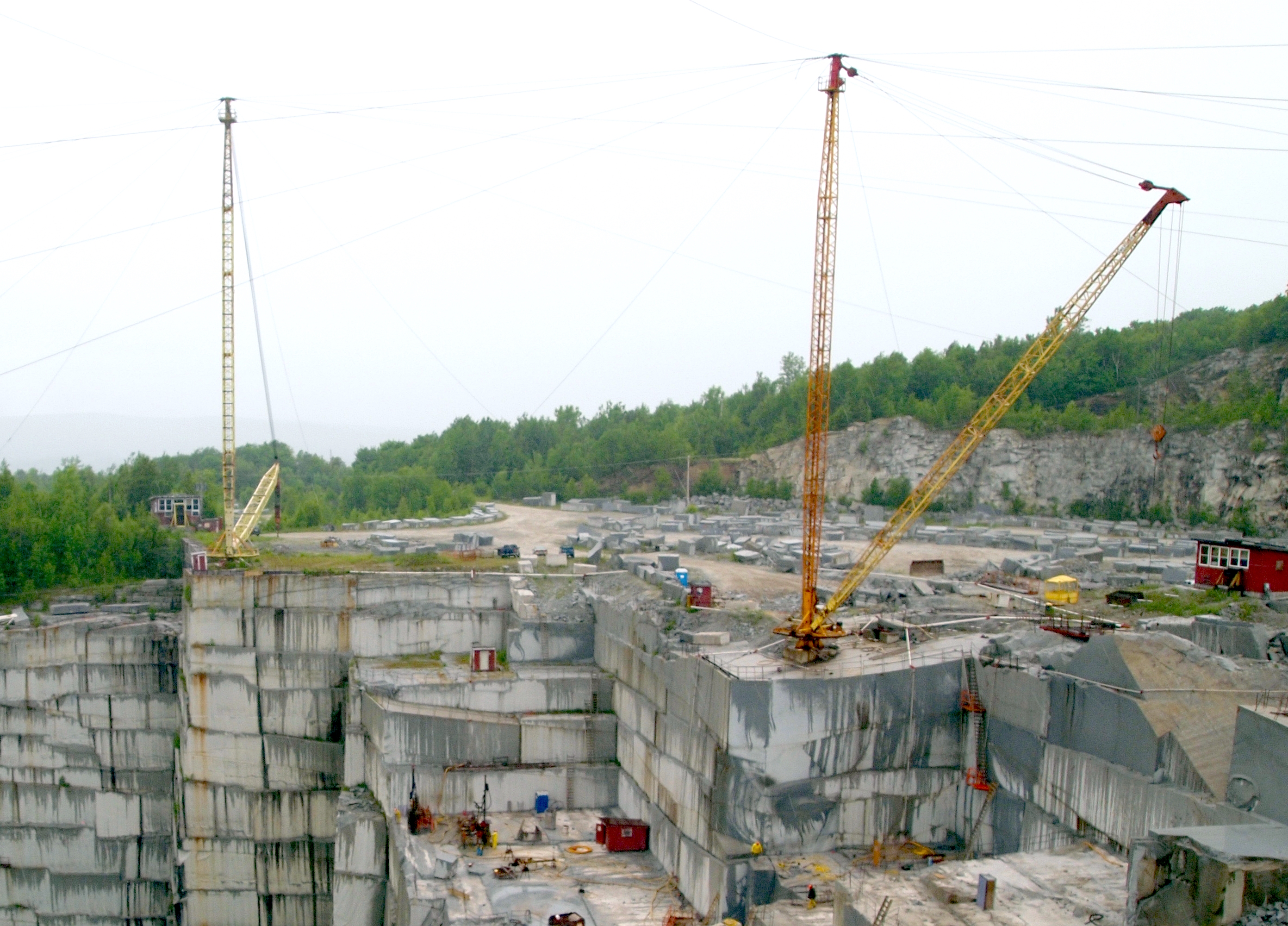
Enormi guy derrick nell'industria mineraria
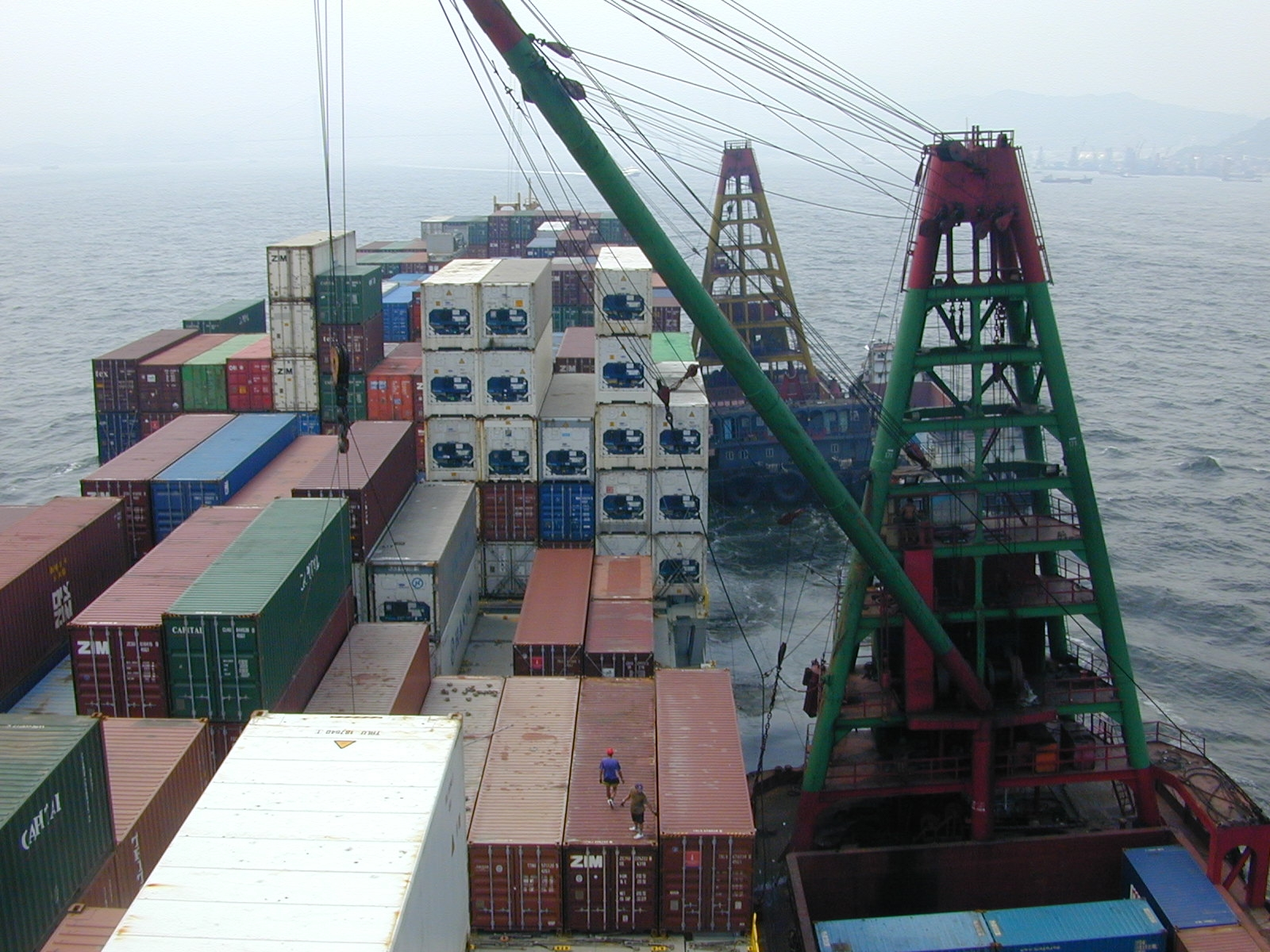
Carico di una nave tramite chiatte dotate di derrick A-frame
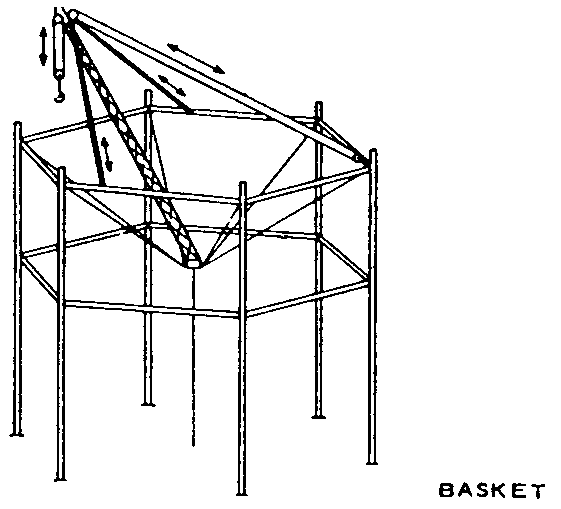
Basket derrick

### Chicago boom
La sua funzione è la stessa del basket derrick, ma il Chicago boom derrick viene utilizzato all'esterno delle strutture anziché al loro interno. In particolare il boma viene incernierato a una delle colonne verticali in modo da garantire il massimo diarea di rotazione possibile. Il Chicago boom è sempre dotato di un minimo di tre carrucole (due ai lati per manovrare il boma e uno in cima per issare il carico).

### Breast derrick
Un breast derrick è un derrick privo di torre il cui boma è costruito da due travi fissate al suolo da un'estremità e collegate fra di loro dall'altra attraverso una traversa orizzontale; in questo modo il boma assume la particolare forma di un trapezio. Sulla traversa è installata la puleggia di sollevamento mentre il verricello è normalmente posto alla base del boma. Il boma è inclinato per permettere alla verticale delle funi di sollevamento di cadere fuori dalla sua base e il suo ribaltamento è impedito da dei venti che collegano la sua cima al suolo (dal lato opposto di quello di carico).
Il breast derrick è uno degli organi di sollevamento più vincolanti perché permette unicamente il sollevamento dei carichi, ma non il loro spostamento. È un dispositivo poco utilizzato ed esclusivamente in campo minerario dove è richiesta un'applicazione molto potente ma poco flessibile.

### Shear legs
Uno shear legs (anche sheers, shears, o sheer legs) è del tutto simile al breast derrick ma con la sostanziale differenza che la trave di sollevamento trapezoidale è incernierata alla base e non vincolata. Questo fa sì che tale trave non sia più una torre ma un boma e che il carico può venire sollevato ma anche traslato variando l'inclinazione del boma. Sovente i cavi di sostegno non sono collegati direttamente al suolo ma a una seconda torre, soluzione che permette di mantenere un'impronta al suolo più contenuta.
Lo shear legs è fra i dispositivi di sollevamento più comuni su imbarcazioni e chiatte utilizzate per costruzioni navali o infrastrutturali.

### Stiffleg (derrick strallato)
Conosciuto anche come scotch derrick, è simile al guy derrick, ma invece di essere collegato al suolo da cavi flessibili (i venti) ha la torre verticale sostenuta da uno più elementi rigidi, chiamati stralli, che in genere sono costruttivamente del tutto simili alla torre stessa. A differenza dei venti che possono resistere unicamente a sforzi di trazione, gli stralli resistono anche alla compressione e sono quindi indicati ove la torre può subire sollecitazioni oscillatorie. Molto usate in edilizia, è frequente il loro utilizzo anche come ausilio per assemblare in quota gru di maggiori dimensioni poiché sono semplici e rapidi da installare.

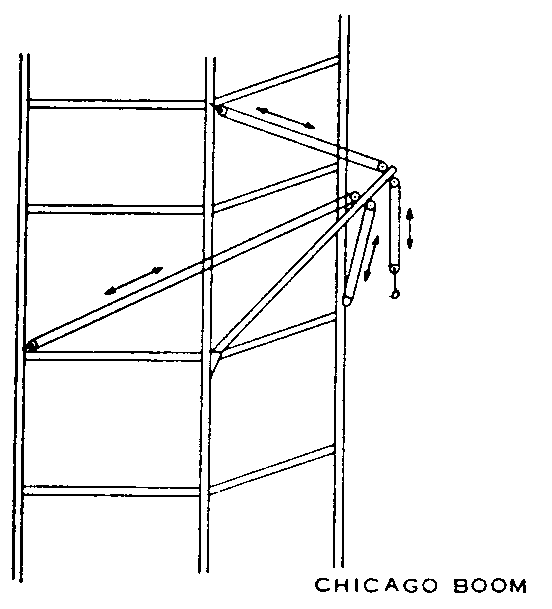
Chicago boom derrick
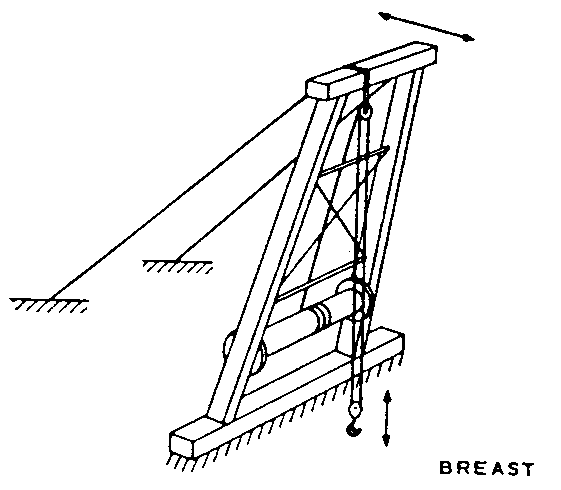
Breast derrick
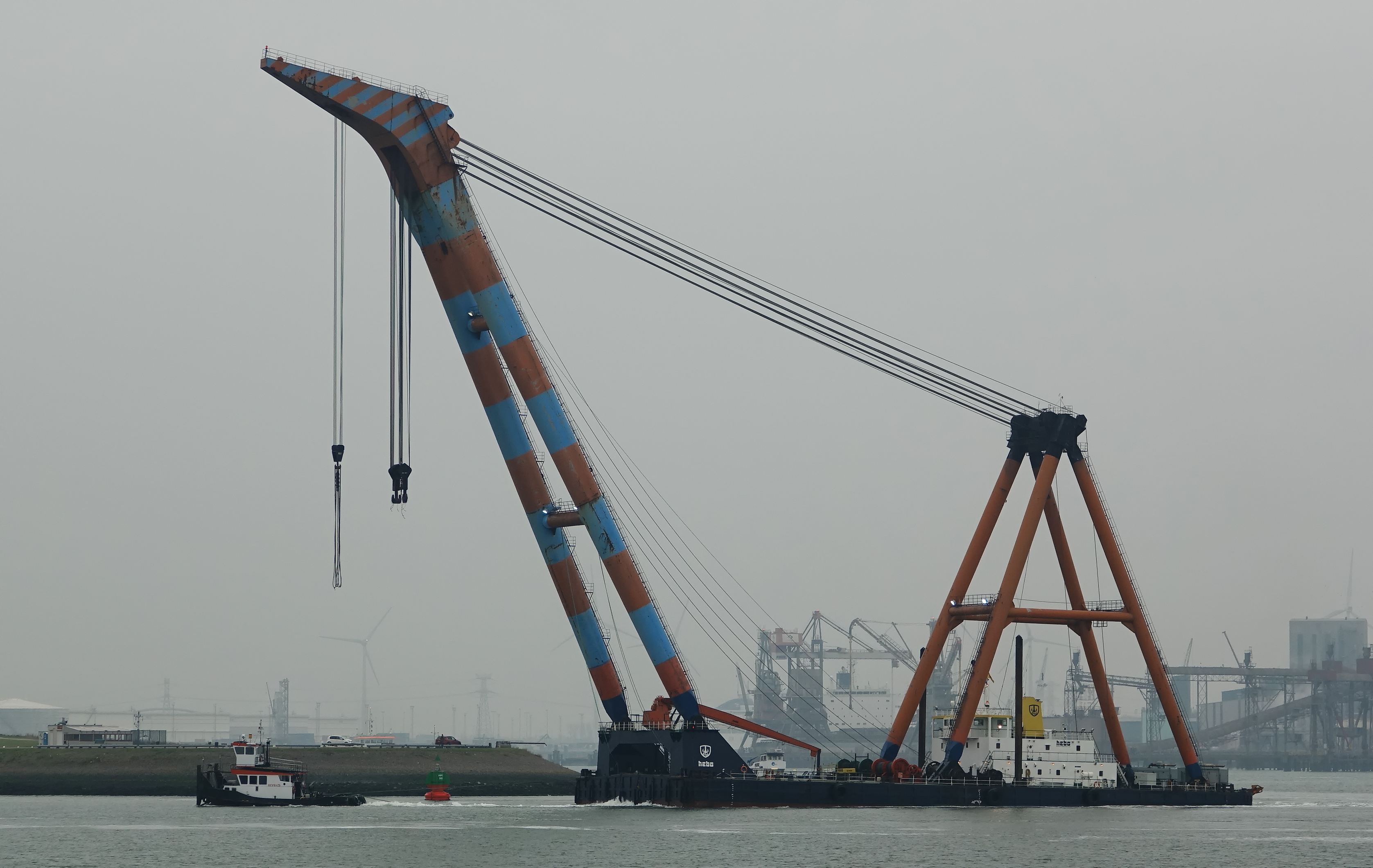
Un enorme shear legs galleggiante
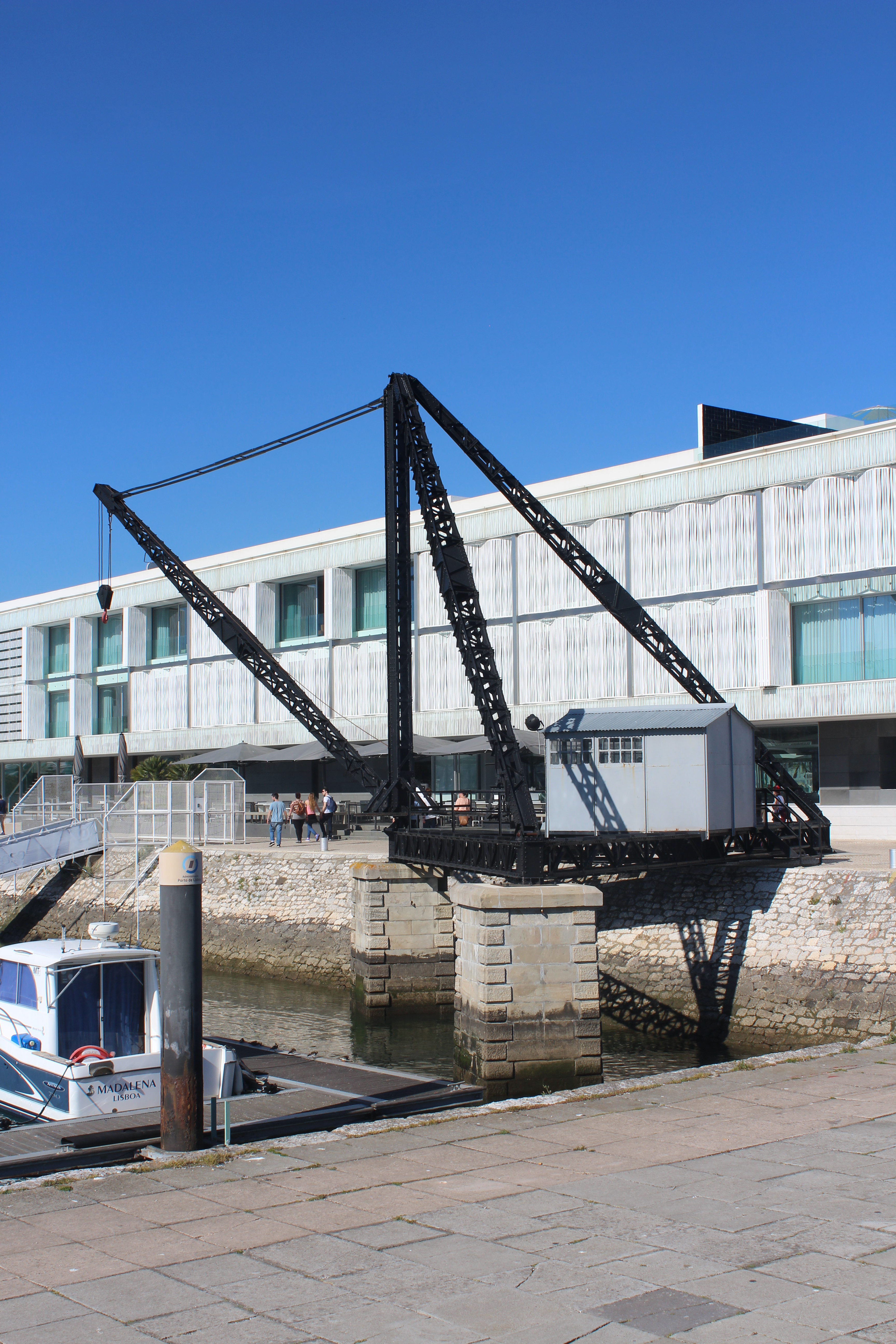
Stiffleg derrick. Si notino gli stralli che stabilizzano la torre.

## Derrick semoventi
Al pari delle altre gru, anche i derrick possono essere installati su basi semoventi quali autocarri, carri ferroviari o carri cingolati (in quest'ultimo caso prendono il nome di crawler). Quasi tutti i derrick semoventi condividono alcune soluzioni costruttive: sono collegati alla base da una ralla che ne consente la rotazione a 360°, hanno la torre molto più corta del boma e tale torre non è solidale alla base, ma è libera di oscillare oppure è solidale al boma stesso. Nelle applicazioni più complesse il boma può essere articolato, ossia possono esserci due boma sovrapposti e incernierati fra di loro.
I derrick stradali vengono utilizzati per applicazioni di breve durata (ove quindi non sia conveniente il montaggio di una struttura semi-permanente) e dove sia preferibile per motivi di accessibilità. Le autogru stradali dotate di derrick semplice erano un tempo assai diffuse ma sono state progressivamente sostituite da quelle a braccio telescopico, assai più pratiche e compatte, e resistono oggi solo nelle applicazioni più potenti e gravose che sono tuttavia piuttosto rare per motivi d'ingombro. Le gru ferroviarie vengono utilizzate per il carico e scarico dei convogli cui sono collegate laddove la movimentazione debba avvenire in scali che siano sprovvisti di idonei mezzi propri. Per questo motivo sono oggi desueti e poco utilizzati.
L'applicazione più sfruttata del derrick semovente è oggi senz'altro il crawler, sia perché non essendo vincolato negli ingombri può montare strutture di enorme potenza (che ben si coniugano con la robustezza del derrick) sia perché, proprio in ragione della loro mole, sono in grado di spostare i carichi per tratte di lunghezza superiore al raggio d'azione di qualunque gru stazionaria. I crawler moderni infatti possono raggiungere dimensioni ragguardevoli (larghezza di oltre 16 metri e lunghezza di 30) e sollevare fino a 3000 tonnellate senza l'ausilio di stabilizzatori, e sono quindi in grado di spostarsi sui cingoli con il carico in sospensione senza limitazioni di distanza.

## Sistemi ibridi
Esistono diverse applicazioni che sfruttano i vantaggi di differenti sistemi di sollevamento uniti fra di loro. In edilizia vengono per esempio utilizzate gru a torre che in luogo del braccio orizzontale rotante dispongono di un derrick rotante, chiamato braccio a volata variabile o a braccio rampante; questo consente di sollevare il carico non solo con il verricello ma anche con l'inclinazione del boma. Nel settore delle costruzioni meccaniche esistono invece mezzi semoventi che uniscono la robustezza del derrick con la versatilità del braccio telescopico.

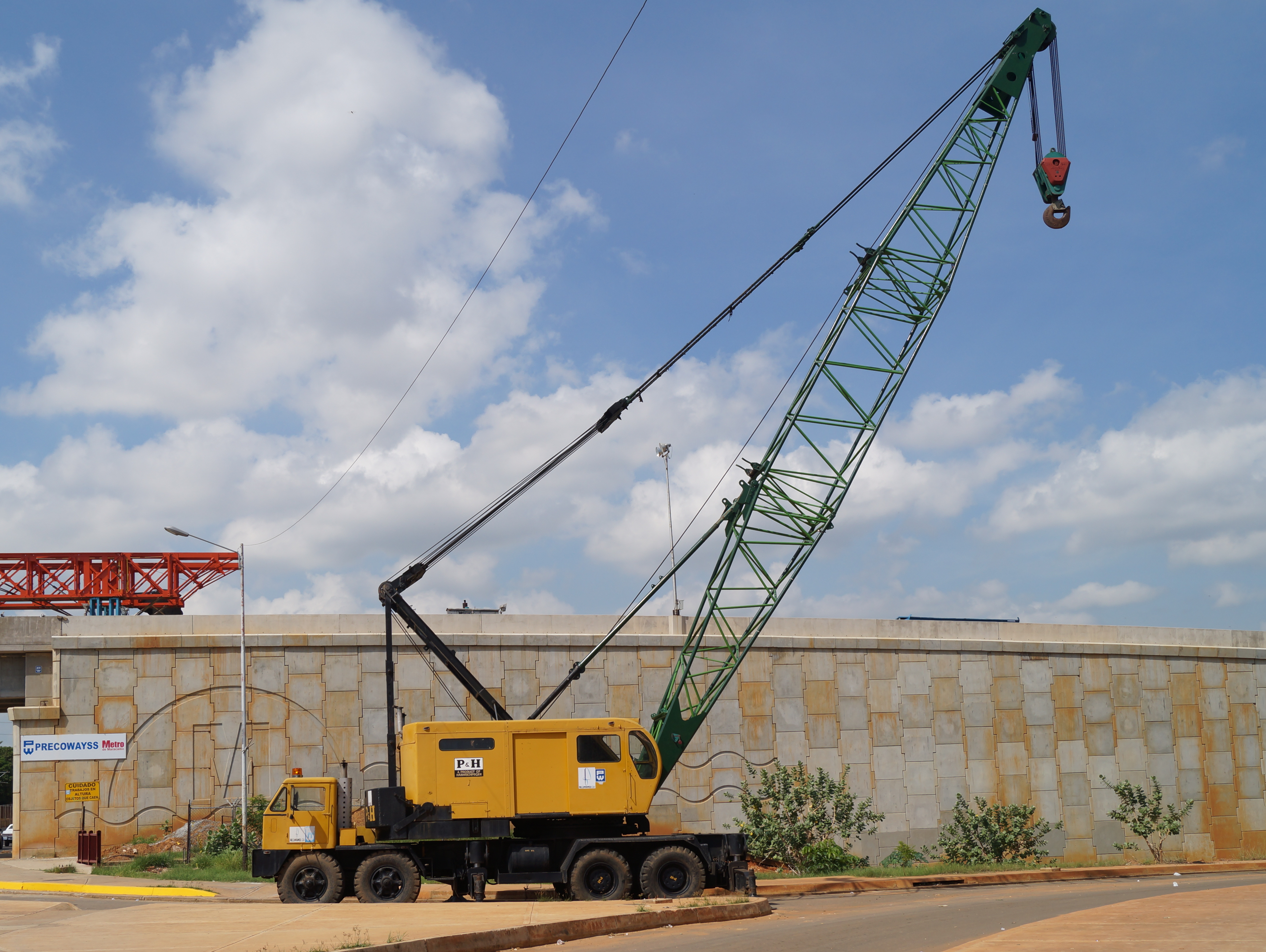
Autogru con sistema derrick semplice
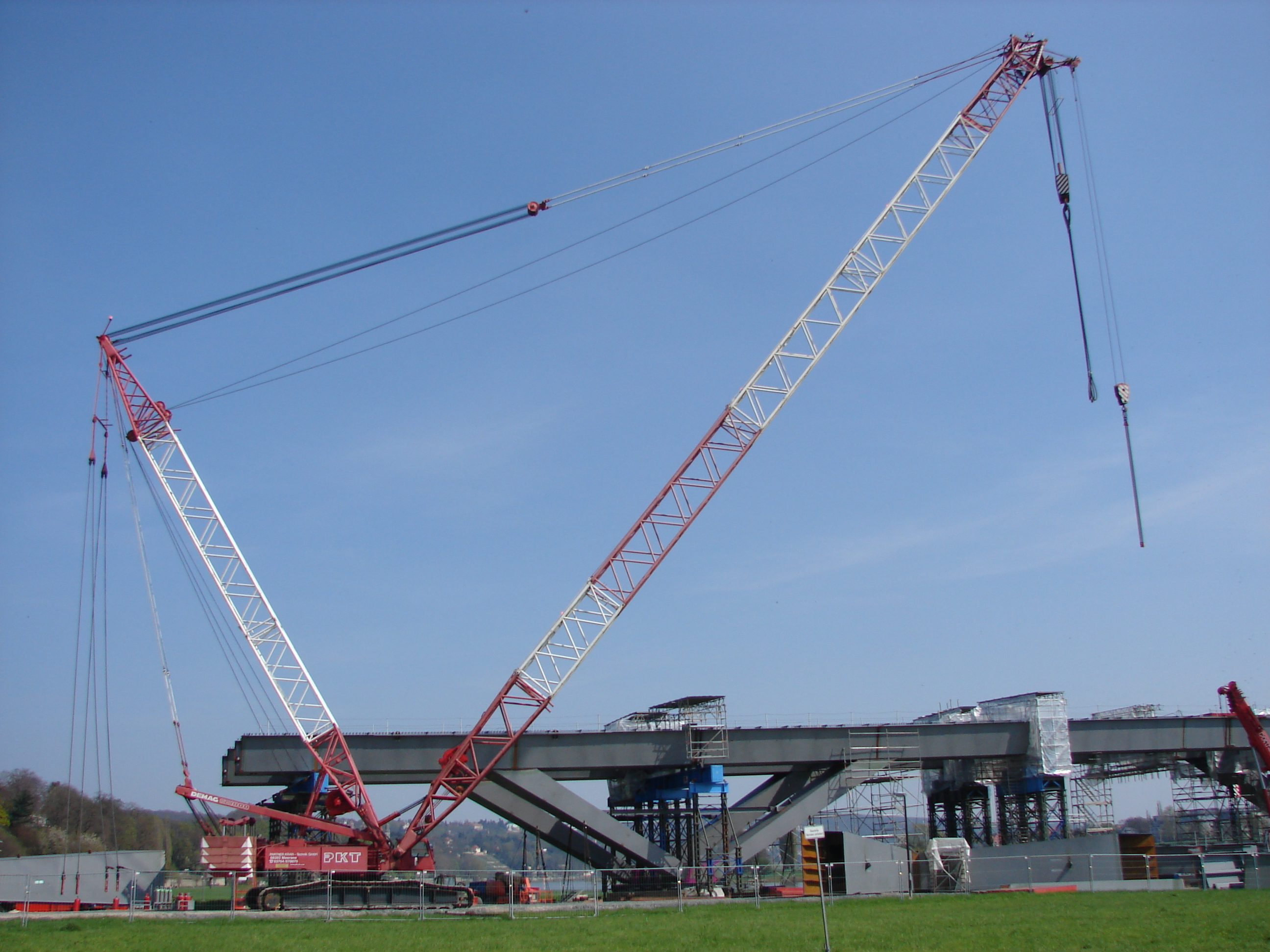
Crawler cingolato
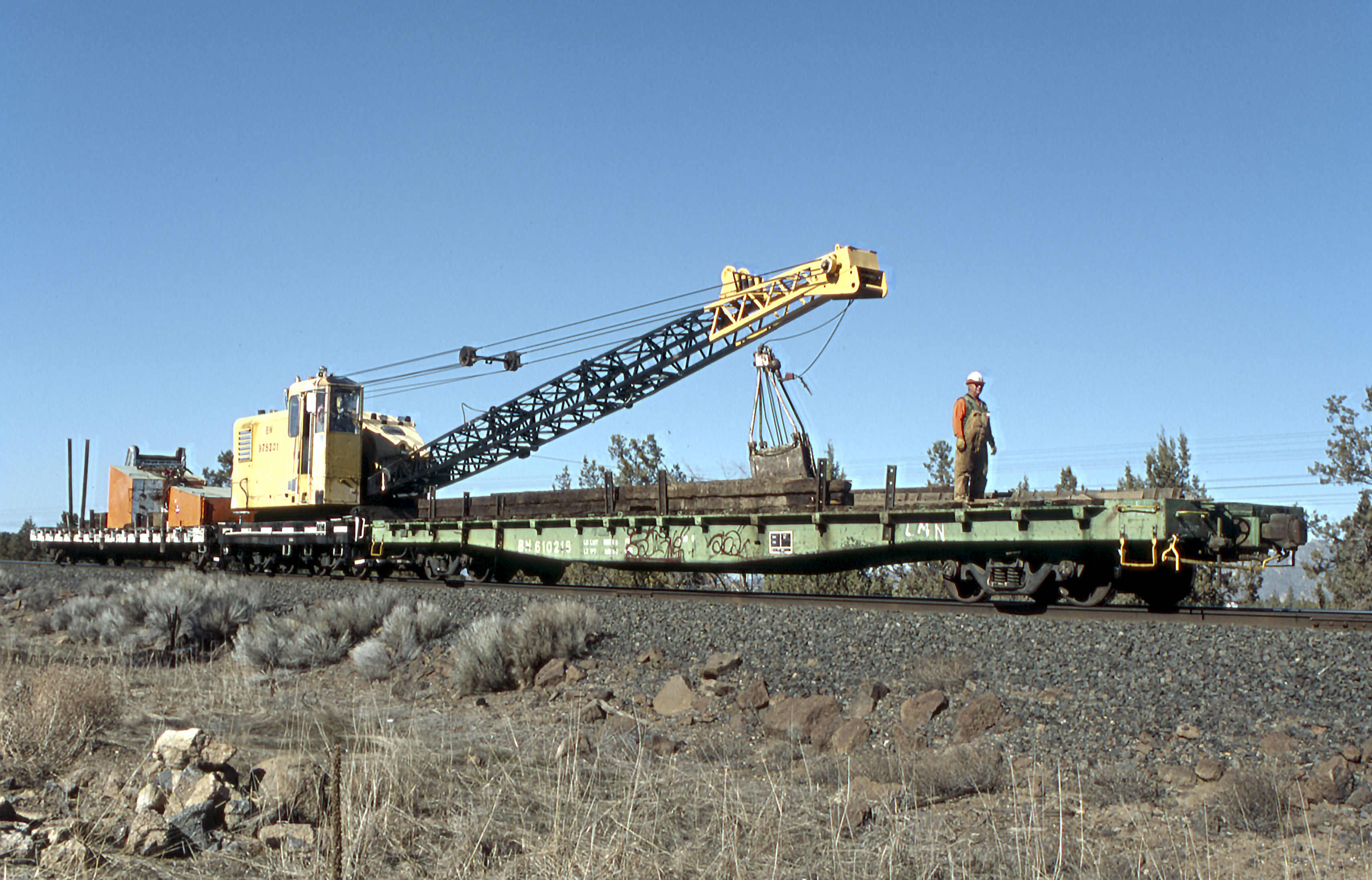
Derrick ferroviario
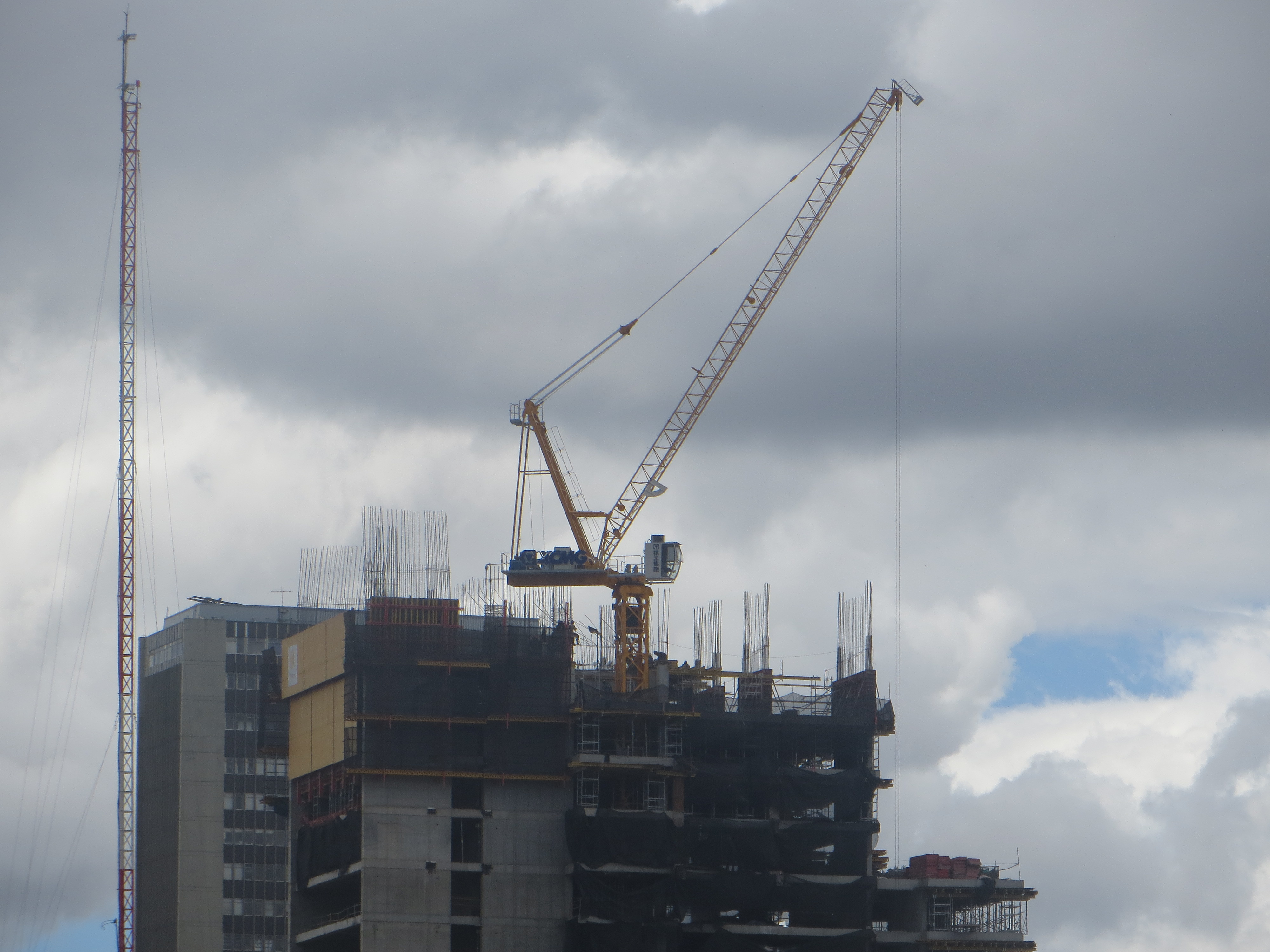
Gru da costruzione a torre con braccio a volata variabile
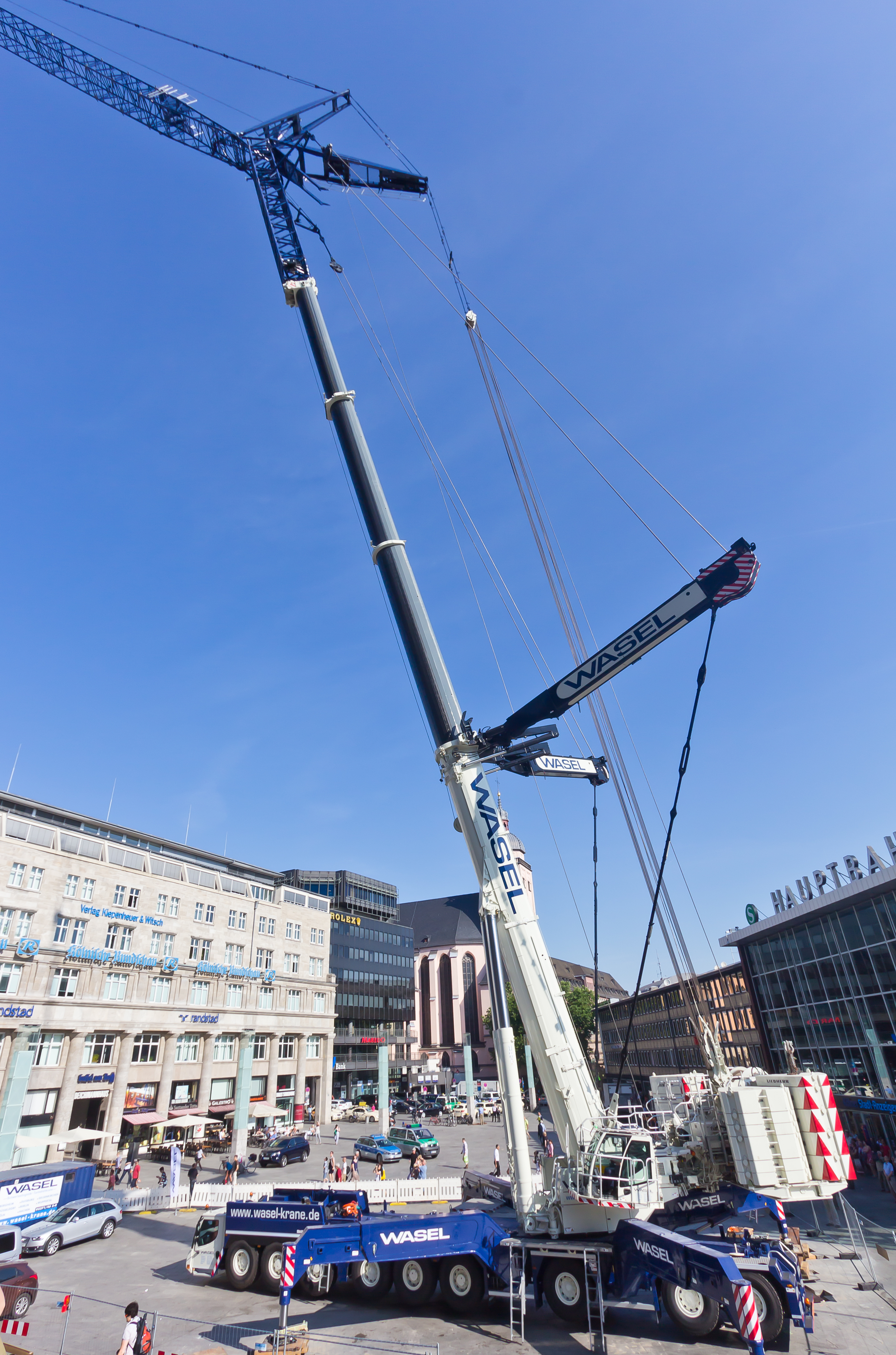
Moderna autougru con braccio derrick montato sulla sommità del braccio telescopico

## Sistemi brevettati

### Hallen
Lo Hallen derrick è provvisto di una torre rigida a forma di Y, di T o di H sulle cui estremità superiori sono montati due diversi sistemi di carrucole indipendenti che si congiungono alla punta del boma. In questo modo è possibile orientare il boma stesso in ogni direzione pur mantenendo un'ottima stabilità del carico. La stabilità della torre è assicurata da due o più stralli che la ancorano al suolo dal lato opposto a quello del carico. Un terzo verricello provvede al sollevamento verticale del carico. I derrick Velle sono in grado di sollevare fino a 80 tonnellate.
I sistemi Hallen sono frequentemente installati sulle navi commerciali per movimentare il proprio carico (come ad esempio le portacontainers) grazie alla buona versatilità e al costo inferiore rispetto alle gru convenzionali, ma rispetto a queste ultime hanno un arco di lavoro più limitato (circa 150° in rotazione).

### Velle
Il Velle derrick è abbastanza simile all'Hallen, ma è privo di stralli. L'assenza di stabilizzatori viene compensata da una maggiore robustezza (e peso) della torre, ma molto spesso questo sistema viene preferito a causa della compattezza e dalla possibilità di montare la torre su una ralla rotante in modo da conferire al boma un raggio d'azione di 360°.

### Stülcken
Il derrick brevettato Stülcken è utilizzato per carichi molto pesanti ed è stato ideato dal cantiere tedesco HC Stülcken & Sohn (rilevato in seguito dal vicino cantiere Blohm & Voss). Come i precedenti sistemi, anch'esso si affida a due carrucole per muovere il boma, ma queste sono montate su due torri singole disposte a V e inclinate dal lato opposto rispetto al boma. Questo dispositivo unisce la stabilità del derrick Hallen con la compattezza e versatilità del Velle, poiché ruotando le torri (che sono installate su ralle idrauliche) è possibile utilizzare il derrick su entrambi i lati, raddoppiando l'area utile di lavoro.
Lo Stülcken heavylift derrick è in grado di movimentare in un singolo carico fino a 300 tonnellate ed è largamente utilizzato nei trasporti marittimi e sulle piattaforme petrolifere.

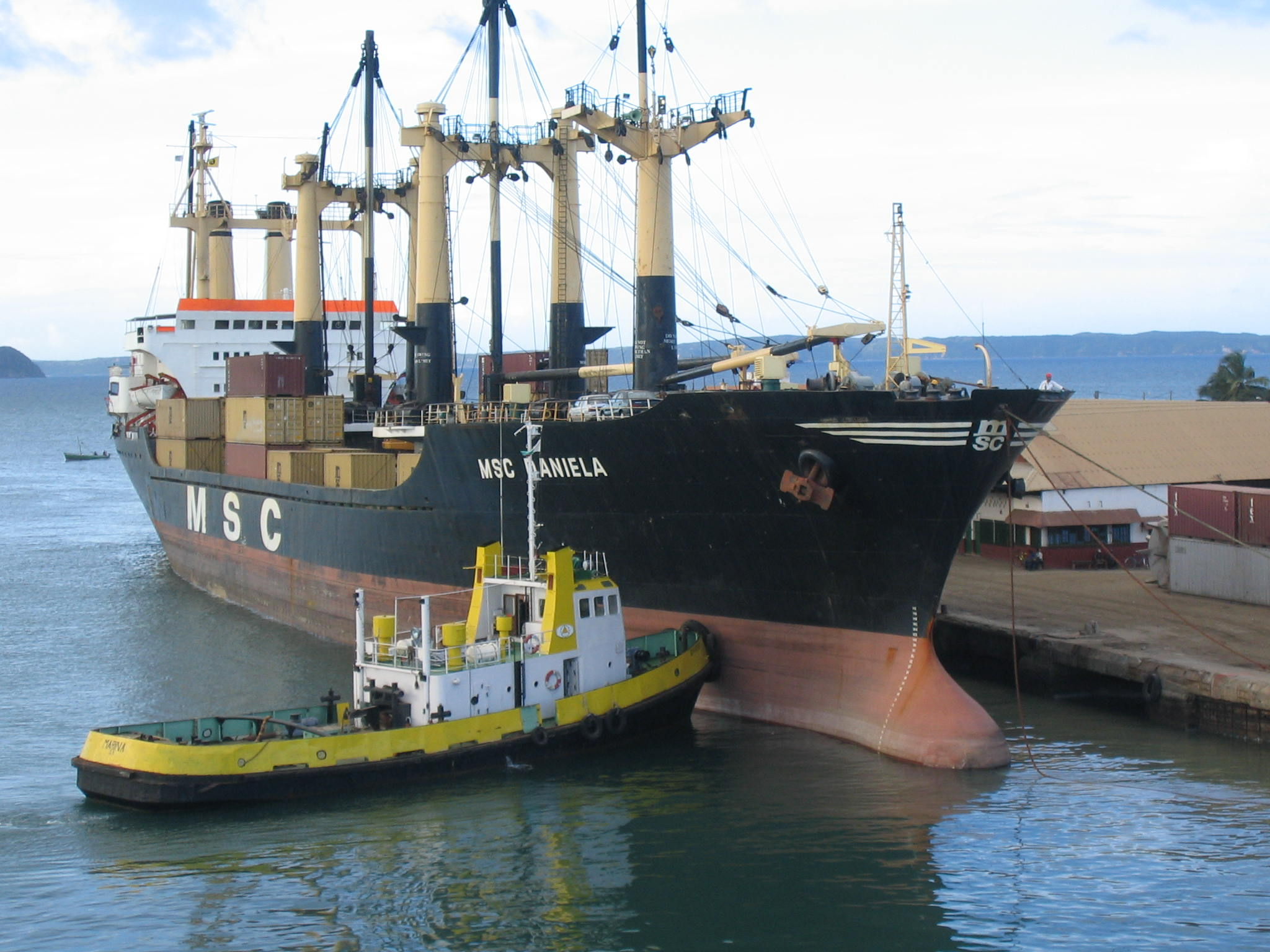
Hallen derrick a Y e a H sul ponte di una nave
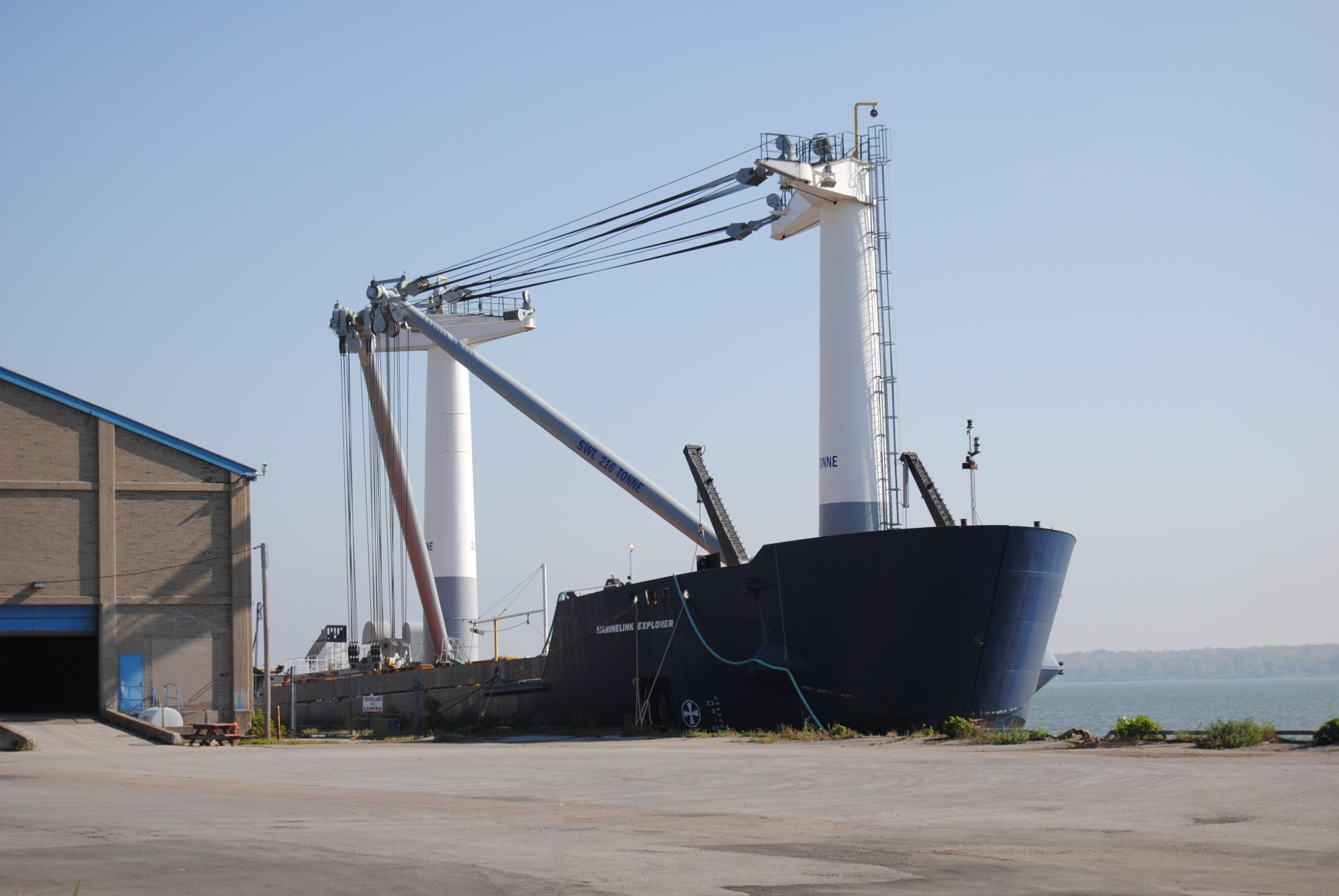
Nave dotata di Velle derrick in rotazione
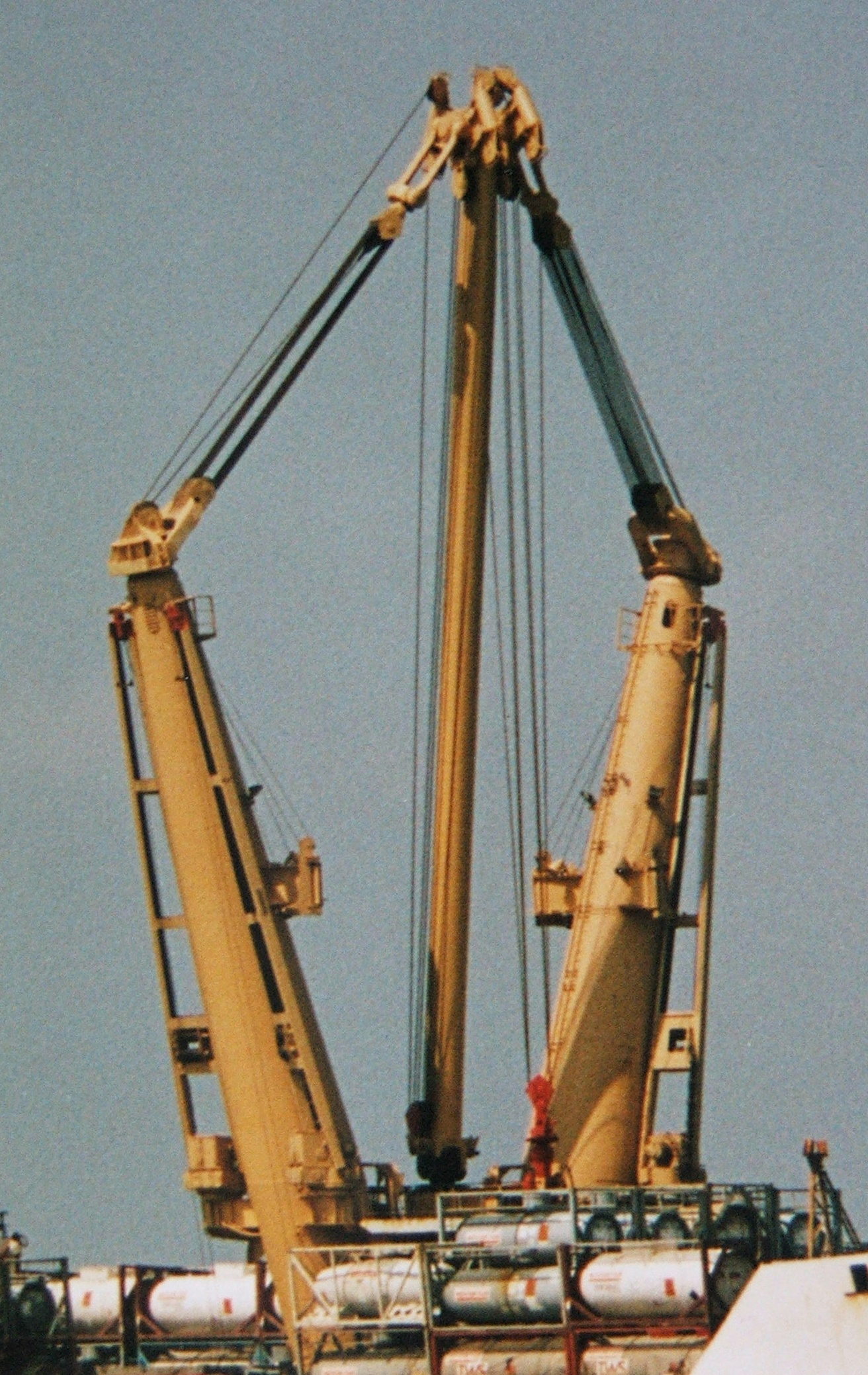
Stülcken heavylift derrick